# 1974–1975-ös spanyol labdarúgó-bajnokság (másodosztály)
A Segunda División 1974–75-ös szezonja volt a bajnokság negyvennegyedik kiírása. A bajnokságban húsz csapat vett részt, a győztes a Real Oviedo lett.

## Végeredmény
| Jelmagyarázat: |
| Feljutott      |
| Osztályozó     |
| Kiesett        |

| #  | Klub                    | M  | P     | Gy | D  | V  | RG | KG | GK  |
| -- | ----------------------- | -- | ----- | -- | -- | -- | -- | -- | --- |
| 1  | Real Oviedo CF          | 38 | 52+14 | 18 | 16 | 4  | 52 | 29 | +23 |
| 2  | Racing de Santander     | 38 | 52+14 | 21 | 10 | 7  | 49 | 34 | +15 |
| 3  | Sevilla FC              | 38 | 51+13 | 22 | 7  | 9  | 58 | 27 | +31 |
| 4  | Córdoba CF              | 38 | 46+8  | 19 | 8  | 11 | 59 | 34 | +25 |
| 5  | Cádiz CF                | 38 | 43+5  | 18 | 7  | 13 | 54 | 43 | +11 |
| 6  | CD Castellón            | 38 | 42+4  | 17 | 8  | 13 | 48 | 39 | +9  |
| 7  | CD San Andrés           | 38 | 39+1  | 12 | 15 | 11 | 35 | 31 | +4  |
| 8  | Rayo Vallecano          | 38 | 38    | 16 | 6  | 16 | 47 | 47 | 0   |
| 9  | Burgos                  | 38 | 38    | 14 | 10 | 14 | 54 | 46 | +8  |
| 10 | Barcelona Atlètic       | 38 | 38    | 13 | 12 | 13 | 46 | 52 | -6  |
| 11 | Real Valladolid CF      | 38 | 36-2  | 12 | 12 | 14 | 48 | 45 | +3  |
| 12 | CD Tenerife             | 38 | 36-2  | 15 | 6  | 17 | 50 | 56 | -6  |
| 13 | Gimnástico de Tarragona | 38 | 35-3  | 11 | 13 | 14 | 34 | 36 | -2  |
| 14 | Recreativo de Huelva    | 38 | 35-3  | 12 | 11 | 15 | 39 | 43 | -4  |
| 15 | Barakaldo CF            | 38 | 33-5  | 12 | 9  | 17 | 33 | 54 | -21 |
| 16 | Deportivo Alavés        | 38 | 33-5  | 13 | 7  | 18 | 35 | 45 | -10 |
| 17 | RCD Mallorca            | 38 | 33-5  | 12 | 9  | 17 | 42 | 56 | -14 |
| 18 | CD Orense               | 38 | 32-6  | 9  | 14 | 15 | 30 | 44 | -14 |
| 19 | CE Sabadell FC          | 38 | 26-12 | 8  | 10 | 20 | 54 | 69 | -15 |
| 20 | Cultural Leonesa        | 38 | 22-16 | 6  | 10 | 22 | 31 | 68 | -37 |

## Osztályozó
| Odavágók:               |     |                      |
| Barakaldo CF            | 1-2 | CD Ensidesa          |
| Getafe Deportivo        | 1-1 | Recreativo de Huelva |
| Levante UD              | 1-1 | Deportivo Alavés     |
| Gimnástico de Tarragona | 3-1 | Atlético Marbella    |

| Visszavágók:         |     |                         |           |
| CD Ensidesa          | 3-1 | Barakaldo CF            | Össz.:5-2 |
| Recreativo de Huelva | 3-0 | Getafe Deportivo        | Össz.:4-1 |
| Deportivo Alavés     | 1-0 | Levante UD              | Össz.:2-1 |
| Atlético Marbella    | 0-0 | Gimnástico de Tarragona | Össz.:1-3 |